# Nasima Razmyar
Nasima Razmyar (Kabul, 13 de septiembre de 1984) es una política finlandesa de origen afgano, representante del Partido Socialdemócrata. 

## Trayectoria
La familia de Razmyar llegó a Finlandia desde Moscú, donde su padre, Mohammad Daoud Razmyar, era embajador de la República Democrática de Afganistán en la Unión Soviética. La familia se trasladó a Finlandia en 1993, tras la destitución de entonces presidente afgano Mohammad Najibulá.
Razmyar fue elegida para el Parlamento finlandés en 2015, obteniendo 5.156 votos en las elecciones. Ejerció en el Parlamento hasta junio de 2017, cuando fue elegida teniente de alcalde de Cultura y Ocio de Helsinki. También es miembro del Ayuntamiento de Helsinki desde 2012.

## Reconocimientos
En 2010, Razmyar fue nombrada Mujer Refugiada Finlandesa del Año.